# Frnjolići
Frnjolići is een plaats in de gemeente Sveti Lovreč in de Kroatische provincie Istrië. De plaats telt 0 inwoners (2001).